# Kühlenthal
Kühlenthal ist eine Gemeinde im schwäbischen Landkreis Augsburg. Sie ist Mitglied der Verwaltungsgemeinschaft Nordendorf.

## Gemeindeteile
Die Gemeinde hat vier Gemeindeteile (in Klammern ist der Siedlungstyp angegeben):
- Ahlingen (Weiler)
- Anzenhof (Einöde / Bauernhof)
- Fertingen (Weiler)
- Kühlenthal (Kirchdorf)

## Geschichte
Anhand von Ausgrabungen konnte nachgewiesen werden, dass es im Gemeindegebiet bereits eine keltische Siedlung gegeben hat. Der heutige Gemeindenamen geht jedoch nicht auf die Kelten zurück. Vielmehr trat dieser erst später auf und deutete vermutlich auf sumpfiges Gelände hin. So wird angenommen, dass sich aus dem altschwäbischen Wort „Hülbe“ (sumpfiges Tal) der heutige Gemeindenamen entwickelt hat. In urkundlichen Schriften aus dem 12. Jahrhundert wird dann der Name „Küllental“ erstmals erwähnt.
Hoheitliche Rechte wurden in den Orten der heutigen Gemeinde Kühlental im Alten Reich von verschiedenen Herrschaftsträgern ausgeübt:
- Kühlental: Seit 1245 war die örtliche Burg Kühlenthal Sitz der Truchsessen von Kühlenthal. Im Jahr 1361 verkauften Susanna, die Witwe Sifrids von Kühlenthal, und ihr Sohn Sifrid ihre Herrschaft in Kühlenthal an den Augsburger Bischof Marquard I. von Randeck. Das Hochstift Augsburg besaß nun die Landeshoheit, das Steuerrecht und das Niedergericht (Ortsherrschaft), das Dorf war Teil des fürstbischöflich-augsburgischen Pflegamts Westendorf. Das Hochgericht hingegen übte Österreich aus.

- Ahlingen: Im Weiler Ahlingen hatte das Reichsstift St. Ulrich und Afra in Augsburg Landeshoheit, Steuerrecht und Niedergericht (Ortsherrschaft) inne, die Hochgerichtsbarkeit besaß Österreich.

- Anzenhof: Auf der früheren Gemarkung der Einöde Anzenhof wurden Hochgericht und Niedergericht (Ortsherrschaft) durch die Grafschaft Fugger-Babenhausen (Oberamt Markt) ausgeübt. Landeshoheit und Steuerrecht lagen bei Österreich.

- Fertingen: Der Weiler Fertingen wies am Ende des Alten Reiches die gleiche politische Zugehörigkeit auf wie das Dorf Kühlental.

Alle vier Orte hatten keinen eigenen Pfarrer. Kühlental gehörte zur Pfarrei Westendorf, die übrigen drei Orte Ahlingen, Anzenhof und Fertingen zur Pfarrei Ehingen.
1806 wurden alle vier Orte bayerisch. Mit dem Gemeindeedikt in Bayern am Anfang des 19. Jahrhunderts wurden diese vier Orte samt ihren Gemarkungen zu einer Gemeinde mit einer Gemarkung zusammengelegt. Daran hat sich bis heute nichts geändert, und auch bei den Gemeindereformen der 1970er Jahre blieb die Gemeinde so bestehen. Der Haldenhof ist ein neu gegründeter Aussiedlerhof auf der Altgemarkung Kühlental und gilt nicht als Gemeindeteil.

### Einwohnerentwicklung
Zwischen 1988 und 2018 wuchs die Gemeinde von 627 auf 826 um 199 Einwohner bzw. um 31,7 %.

## Politik und Öffentliche Verwaltung

### Gemeinderat
Der Gemeinderat setzt sich aus 8 Mitgliedern zusammen. Bei der Kommunalwahl am 15. März 2020 lag die Wahlbeteiligung bei 70,2 % (2014: 79,3 %). Lediglich die Bürgerliste Kühlenthal hatte eine Bewerberliste vorgelegt; sie erhielt alle acht Sitze.
Bei der Kommunalwahl 2014 waren noch zwei Listen angetreten, wobei die Bürgerliste fünf Sitze und die Alternative Liste drei Sitze errang.

### Bürgermeister
Iris Harms (CSU, 2024)(Bürgerliste Kühlenthal) ist seit 2014 Erste Bürgermeisterin und wurde am 15. März 2020 wieder gewählt. Diese ist Nachfolgerin von Erich Stohl (Freie Wähler, 2001–2014). Zweiter Bürgermeister ist Nico Cavaliere.

### Verwaltung
Die Gemeinde ist Mitglied der Verwaltungsgemeinschaft Nordendorf.

### Wappen
| Wappen Gde. Kühlenthal | Blasonierung: „Über silbernem Schildfuß, darin ein durchgehender oben gezinnter blauer Balken, in Blau eine goldene Sumpfdotterblumenstaude mit zwei Blüten.“ |
| Wappen Gde. Kühlenthal | Wappenbegründung: Das Wappen stellt sowohl den Ortsnamen als auch die Geschichte dar: Die Sumpfdotterblume steht für den Ortsnamen, der sumpfiges Tal bedeutet. Der gezinnte Balken ist dem Familienwappen der Truchsessen von Kühlenthal entnommen, einem Zweig der bischöflichen Marschälle und Truchsesse von Dornsperg. Dieses Wappen wird seit 1961 geführt. |